# Praia da Lagoa Doce
Praia da Lagoa Doce com o Farol da Ponta do Retiro a direita.
A praia da Lagoa Doce é uma praia oceânica localizada na cidade de São Francisco de Itabapoana na mesorregião do Norte Fluminense do Rio de Janeiro. Considera por muitos a mais bonitas da cidade. Sua vegetação, tipicamente praiana, é composta de arbustos de pequeno porte e cactos. Porém o grande destaque da paisagem são as falésias, que começam a se formar na Ponta do Retiro, com tons que vão do vermelho fogo ao branco, elas se estendem por toda a orla e chegam a ter até 10 metros de altura. De acordo com o historiador Roberto Acruche, a Praia de Lagoa Doce é a única do estado do Rio de Janeiro a ter essas formações. Em uma delas, se encontra o Farol da Ponta do Retiro. Ainda de acordo com Acruche, alguns registros históricos apontam que os arredores da Praia de Lagoa Doce sediaram o primeiro núcleo de habitação e colonização da região entre o rios Macaé e Itapemirim.

## Topônimo
O topônimo da praia é dado pela existência de uma pequena lagoa de mesmo nome atrás de suas falésias.